# Antic Casal de Santes Creus
L'Antic Casal de Santes Creus és una obra de Tarragona protegida com a Bé Cultural d'Interès Local.

## Descripció
Edifici de tres pisos d'alçada i planta baixa en què es veuen dues portes amb arc de mig punt de pedra i l'arrencada d'una altra amb les mateixes característiques.
Damunt la porta central hi ha un escut de forma rectangular amb dos àngels que sostenen la divisa del Cister.